# Stile nominale
Lo stile nominale caratterizza i testi in cui si fa uso di poche forme verbali per privilegiare quello di sostantivi e aggettivi (si tratta cioè dell'uso dei nomi che indicano dei processi o delle situazioni).
In virtù dello stile nominale è inoltre possibile ottenere risultati particolari in un testo letterario. Peraltro, questo stile è comune nella burocrazia e nei titoli dei giornali.
Per esempio, anziché dire
Mi dispiace che i miei amici siano partiti.
sarà possibile dire
Mi dispiace per la partenza dei miei amici.
Oltre che mediante nominalizzazione totale, la rinuncia ai verbi può essere attuata ricorrendo all'ellissi; in tal caso, il verbo sarà semplicemente sottinteso.
Macabra uccisione di un anziano al dormitorio comunale.
(nominalizzazione totale)
Anziano ucciso a Senigallia al dormitorio comunale.
(con ellissi dell'articolo indeterminativo un e del verbo è stato)
Proseguendo, un enunciato che sia completamente privo di verbo si definisce frase nominale:
Panico e intervento delle forze dell'ordine dopo l'omicidio al dormitorio comunale.
In ultimo, ad accompagnare lo stile nominale sono soprattutto i fenomeni di subordinazione implicita (ad esempio, tramite l'uso del gerundio o del participio).